# Ligeti Erika

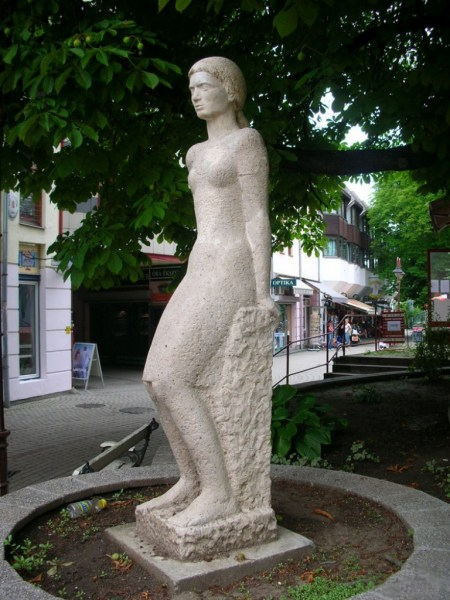
Merengő kislány – mészkő szobor, Siófok, 1964

Ligeti Erika (Budapest, 1934. március 30. – Szentendre, 2004. július 30.) Munkácsy Mihály-díjas magyar szobrász és éremművész. A Széchenyi Irodalmi és Művészeti Akadémia levelező tagja (1993-tól haláláig).

## Életpályája
1958-ban végzett a Képzőművészeti Főiskolán, ahol Szabó Iván volt a mestere. 1954 és 1964 között általános iskolai rajztanárként is működött. 1965-1966-ban a hódmezővásárhelyi művésztelepen, 1969-től haláláig a szentendrei művésztelepen élt és alkotott. Kisplasztikákat, portrékat és érmeket készített, de monumentális köztéri alkotások is készültek műhelyében, köztük a Merengő kislány c. alkotás, amelyet eredetileg 1964-ben állítottak fel Siófokon, az 1990-es évek második felében került sor a szobor restaurálására, a művésznő vállalta el a munkát, de halála miatt erre már nem kerülhetett sor, s a művésznő férje Rajki Lászlót kérte meg a restaurálás befejezésére. A Merengő kislány c. szobor restaurált változatát újra felállították Siófokon.
Alkotásainak anyaga a bronz, de dolgozott kővel is, köztük a Merengő kislány, Anya gyermekével (1975) c. köztéri szobrai mészkőből készültek. 1955 óta kiállító művész, 1955-től haláláig rendszeresen szerepeltek alkotásai a hazai és külföldi tárlatokon. Művészetének központjában az ember állt. Nagyfokú érzékenységgel, empátiával, lírai hangulatú műveket alkotott. Sajátos finom humor, játékosság jellemzi legtöbb alkotását. A hazai éremművészet egyik kiemelkedő alakja. (Számos emlékérem és plakett alkotója, köztük Gyógyszerész-érem, Qualitas Galéria plakettje, Lotz-érem, Bedő Albert emlékérem, számos kisplasztikája közül sajátos Dante kisplasztikája; Szerelem első látásra, bronz, 42 cm; Romantikus arckép, bronz, viaszveszejtés, 11 cm, 1996, stb.)

## Kiállításai (válogatás)

### Egyéni
- 1967 Tornyai János Múzeum, Hódmezővásárhely
- 1968 Derkovits Terem, (a TV Galériája), Budapest
- 1971 Báthory István Múzeum, Nyírbátor
- 1971 Műcsarnok, Kamaraterem, Budapest (katalógus)
- 1972 Arany János Múzeum, Nagykőrös
- 1974 Helikon Galéria, Budapest
- 1977 Csontváry Terem, Budapest
- 1978 Templom Galéria, Tragor Ignác Múzeum, Vác
- 1981 Dorottya utcai Galéria, Budapest
- 1981 Báthory István Galéria, Nyírbátor
- 1983 Szentendrei Képtár, Szentendre
- 1993 Lábasház, Sopron
- 1998 Városi Galéria, Nyíregyháza
- 2002 Vármúzeum, Simontornya
- 2008 • Ligeti Erika emlékkiállítása, Budapest Galéria, Budapest

### Csoportos
- 1969, 74, 76, 79, 81, 91, 93, 95, 97, 99 Országos Kisplasztikai Biennále, Pécs
- 1969, 73, 75, 77, 79, 83, 87, 90, 92, 94, 98, 2000, 2002 FIDEM Nemzetközi Éremművészeti Kiállítás
- 1977, 79, 81, 83, 85,91, 93, 95, 97, 99, 2001, 2003 Országos Érembiennále, Sopron
- 1978 IV. Nemzetközi Kisplasztikai Kiállítás, Műcsarnok, Budapest
- 1978 Szobrászat ’78, Műcsarnok, Budapest
- 1979-80 Modern Magyar Éremművészet, Helsinki (Finnország), Stockholm (Svédország), Oslo (Norvégia)
- 1982 Modern Magyar Éremkiállítás, Moszkva
- 1983, 88 Nemzetközi Dante Kisplasztikai Biennále, Ravenna
- 1984 Modern Magyar Éremkiállítás, London
- 1984 Kortárs Magyar Éremművészet, Berlin, Drezda
- 1989, 93 Nemzetközi Éremquadriennále, Körmöcbánya (Szlovákia)
- 1995 Bronz háromszög, Körmöcbánya, Nyíregyháza , Uherské Hradisté (Csehszlovákia)
- 1997 Határesetek, Budapest Galéria, Budapest
- 2001 Dante in Ungheria, Ravenna
- 2002 Mesterveretek Szabó Géza ötvösmester műhelyéből, Szegedi Vár, Szeged
- 2003 Érem és irodalom. Az MKISZ Érem Szakosztály kiállítása. Petőfi Irodalmi Múzeum, Budapest

## Köztéri munkái
- 1964 – Ülő kislány/Merengő kislány, haraszti mészkő, 180 cm, Siófok, Dimitrov park
- 1971 – Újhelyi Imre állatorvos, mellszobor, bronz, 5/4-es, Szentlőrinc, Mezőgazdasági Technikum parkja
- 1972 – Halas fiú (Horgászfiú), alumínium, 220 cm, Gárdony, Vasútállomás, Sirály park
- 1975 – Anya és gyermeke, kő, 240 cm, Budapest, SOTE, II. sz. Szülészeti- Nőgyógyászati Klinika
- 1976 – Krúdy Gyula portrédombormű, bronz, 40 cm, Várpalota, Városi Könyvtár homlokzata
- 1976 – Ivókút, bronz, Somoskőújfalu, Határátkelő Állomás
- 1981 – Bartók Béla, bronz, 3/4 alakos, Budapest XII. kerülete Városmajor u. 59., Általános Iskola előtere
- 1984 – Deák György mellszobor, bronz, kő, 5/4-es, Budapest, Könyves K. krt. 13., MAFILM Kézműves Stúdió udvara
- 1988 – Jókai emlékplasztika, bronz, 150 cm, Sátoraljaújhely, Jókai Mór Általános Iskola kertje
- 1994 – Hárpiácska, vízzel kombinált körplasztika, bronz, 160x110 cm, Komló, Művelődési Ház előtti tér
- 2001 – Bartók Béla dombormű, bronz, 30x20 cm, 60x40 cm-es márványtáblán, Csorvás, Petőfi u. 12., Művelődési Ház
- 2001 – Szent István-emlékmű, bronz, kő, m: 420 cm, Alsóőrs, Művelődési Ház előtti tér

## Díjak, elismerések (válogatás)
- Derkovits Gyula képzőművészeti ösztöndíj (1964-1967)
- IX. Szegedi nyári Tárlat díja (1968)
- Munkácsy Mihály-díj (1972)
- Tornyai-plakett (1973)
- III. Pécsi Kisplasztikai Biennále díja (1974)
- III. Országos Érembiennále, Sopron. Rendező Bizottság díja (1974)
- IV. Országos Érembiennále, Sopron, SZOT díja (1976)
- Nemzetközi Éremművészeti és Kisplasztikai Alkotótelep, Nyíregyháza-Sóstó, a Művészeti Alap díja (1981)
- VII. Országos Érembiennále, Sopron. Rendező Bizottság díja (1982)
- SZOT-díj (1983)
- Érdemes művész (1985)
- Nemzetközi Éremművészeti és Kisplasztikai Alkotótelep, Nyíregyháza-Sóstó, különdíj (1987)
- IX. Országos Érembiennále, Sopron. Konto Kft. Symposion díja (1993)
- X. Országos Érembiennále, Sopron, a Magyar Alkotóművészek Országos Egyesületének díja (1995)
- Az év koszorús szobrásza (1994)
- XIII. Országos Érembiennále, Sopron. Ferenczy Béni-díj (2001)

## Emlékezete
2000-ben intult a Molnár Pál által alapított újságíródíj, az Európa-érem. A kitüntetettek díja a Ligeti Erika által erre a célra készített bronzérem.
2006-ban tiszteletére megalapították Ligeti Erika-díjat. 2009-ben Szentendrén teret neveztek el róla, s e téren felállították emlékszobrát.

## Társasági tagság
- MANIANA nevű nemzetközi művészeti csoport alapító tagja

## Filmek
- TV Galériája, MTV, 1969. május 8.
- Tárlatról tárlatra, MTV, 1971. március 16.
- Képes Krónika MTV, 1974. október 14.

## Kapcsolódó információk
- Nagy I., Ligeti Erika. Művészet, 1968/9.
- Oelmacher A., Ligeti Erika szobrai és érmei. Magyar Nemzet, 1969. május 8.
- Perneczky G., Két kiállítás. Élet és Irodalom, 1969. május 24.
- Néray K., Magyar művészet külföldön. Műgyűjtő, 1969/1
- Tóth E., Ligeti Erika és Nagy B. István kiállítása. Művészet, 1970/7.
- Mészöly M., Ligeti Erika és Nagy B. István kiállítása. Művészet, 1971/8
- Passuth K., Egy groteszk szobrász. Tükör, 1971. február 23.
- Kovács Gy., Az új művésztelep lakói Szentendrén. Művészet, 1970/10.
- Gábor E., Ligeti Erika. (Katalógus bevezető tanulmány) Műcsarnok, 1971
- Nagy I., Magyar érem antológia 1945-1976. Kritika, 1977/10.
- Nagy Z., Az érem két oldala. Ligeti Erika kiállítása a Dorottya utcában. Népszabadság, 1981. november 21.
- Hahn F., Maniana – avagy egy szimpózium lehetőségei. Beszélgetés Ligeti Erikával. Művészet, 1981/12.
- Tóth A., A bábubáliak és „Luca babám”. Ligeti Erika művészete. Művészet, 1981/12.
- Kertész P., A szobrászat boldogító foglalkozás – Ligeti Erika műhelyében. Magyar Nemzet, 1983. május 3.
- Kovács Gy., Gesztus, Művészet, 1983/2.
- Wehner T., Képzőművészeti krónika. Új Forrás, 1986/3.
- Tóth A., Míves, játékos érmek. Művészet, 1989/11-12.
- L. Kovásznai Viktória: Ligeti Erika 1934-2004 (Budapest, 2008. Kiadó: Magyar Képzőművészek és Iparművészek Szövetsége, ISBN 978-963-87432-6-8)
- Wehner Tibor: Modern magyar szobrászat 1945-2010, Budapest: Corvina, 2010 ISBN 9789631358742